# ヘームー
ヘームー（विक्रमादित्य, Hemu, 1501年 - 1556年11月5日）は、北インド、スール朝の武将、軍総司令官、宰相。ヘームー・ヴィクラマーディティヤ（Hemu Vikramaditya）、ラージャ・ヴィクラマーディティヤ（Hemu Vikramaditya）とも呼ばれる。ヒームーとも呼ばれるが、これは英語読みである。
ヒンドゥー教徒でありながら、スール朝において台頭し、最高位に上りつめた。成立間もないムガル帝国の首都デリーを占領し、帝国を一時滅亡の危機に追いやった人物でもある。また、デリーの350年にわたるムスリムの支配に終止符を打った人物でもあった。

## 生涯

### 商人として
1501年、ラージャスターン地方、アルワルの小村で、商人ラーイ・プーラン・ダースの息子として生まれた。
ヘームーは野菜売りあるいは食料雑貨店を営んでいたが、のちにメーワール地方のレーワーリーに移り住んだ。ここはデリーへの中継地であり、イランやイラクからの隊商や交易品がここに集中し、中世の重要地点だった。
ヘームーは一生を商人などで終わるような男ではなかった。ムガル帝国に代わり、スール朝のシェール・シャーが台頭すると、スール朝の軍隊へ穀物を供給する商売をはじめた。
ヘームーは穀物供給業だけでなく、レーワーリーで真鍮産業もはじめ、銅版や調理器具、さらには大砲鋳造所も建設するなど、一躍この地方の大商人となった。

### スール朝における活躍

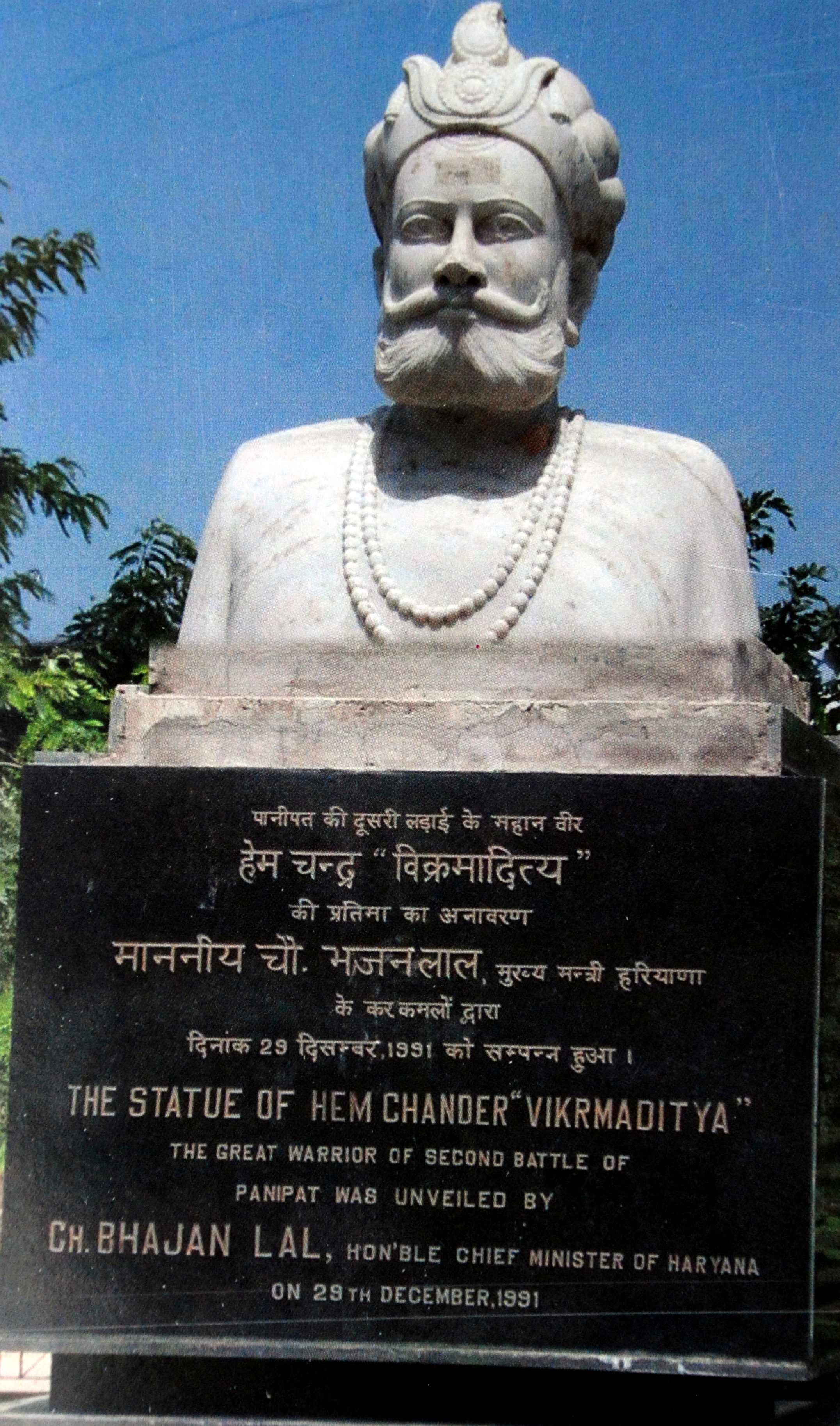
ヘームーの像

だが、ヘームーの才能を見出したのはシェール・シャーではなく、その息子イスラーム・シャーだった。
イスラーム・シャーは最初、ヘームーを最初は町の警備役を命じたが、町の管理を見てただならぬ才能があることを知り、戦場に赴かせると、ヘームーはその期待を裏切らぬ行動をとった。
このため、イスラーム・シャーは重用し、ヘームーはスール朝の武将となって、王朝を支える存在とまでなった。歴史家バダーウーニーは、「メーワールのレーワーリーの町の青物商をイスラーム・シャーは次第にとりたて、町の警備の地位から、徐々に信頼すべき腹心の一人に昇進させた」と記している。
1554年11月、イスラーム・シャーが死亡し、その息子フィールーズ・シャーが継いだが、彼の従兄弟ムハンマド・アーディル・シャーが殺害し王座を得た。これにより、スール朝が内乱となると、ムハンマド・アーディル・シャーはヘームーに最大限の信用をおき、宰相と軍総司令官の地位を与え、ヘームーは新王に刃向う勢力を次々と制圧した。
だが、主君たるムハンマド・アーディル・シャーはイブラーヒーム・シャーにデリーから追われ、東方に退いた。そのうえ、スール朝の内乱に乗じ、ムガル帝国の皇帝フマーユーンがスール朝の領土に侵攻し、1555年7月23日にデリーとアーグラを奪い返し、スール朝は滅亡した。
ヘームーはムハンマド・アーディル・シャーのため、イブラーヒーム・シャーを始めとする敵対者の対応にあたった。彼はイブラーヒーム・シャーをカールピーとカーンワーで二度にわたり破り、バヤーナーに包囲した。また、同年12月にはアーディル・シャーと敵対するムハンマド・ハーン・スーリーの軍を破り、戦死させている。

### デリー占領

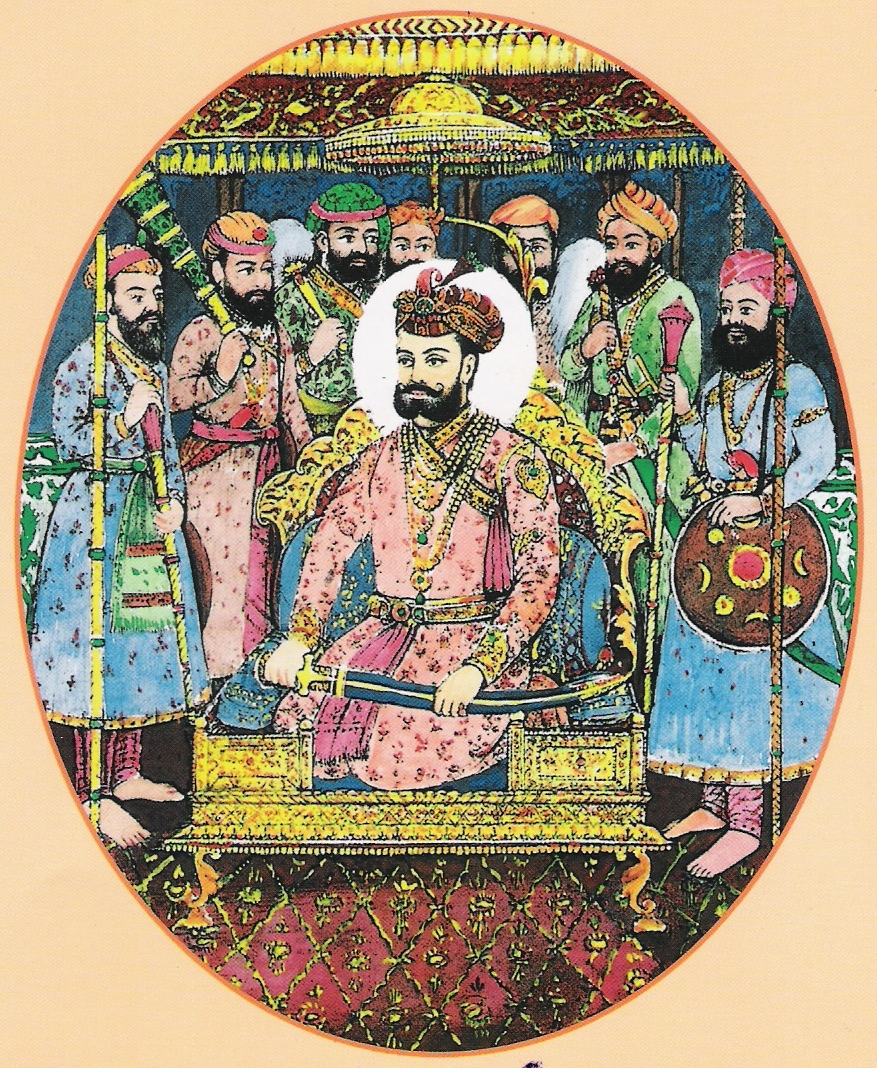
ヘームーとその武将たち（武将たちの宗教はさまざまで、ヒンドゥー教、イスラーム教、シク教などを信仰していた）

1556年1月、フマーユーンは図書館の階段から落ちて頭を強打して死亡し、13歳の息子のアクバルが皇帝となった。
ムハンマド・アーディル・シャーはヘームーにムガル帝国の軍勢を駆逐する命令を出し、遠征に向かわせた。ヘームの軍勢はベンガルから進撃し、ビハールとインド中央部を制圧した。ムガル帝国軍は次々に打ち破られ、アーグラも制圧された。
同年10月6日、ヘームーはムガル帝国の首都デリーを攻撃し、3000人の犠牲を代償に、帝国軍をデリーから追い払い、その手中に収めた。そして、同月7日、ヘームーはデリーで王位を宣し、「ラージャ・ヴィクラマーディティヤ（単にヴィクラマーディティヤとも）」あるいは「ヴィクラムジート（ヴィクラマージート）」を称して、その名を刻んだ硬貨を鋳造した。「ヴィクラマーディティヤ」の称号は歴史的な称号であり、かつてはグプタ朝の君主チャンドラグプタ2世が称していた。ただし、歴史家サティーシュ・チャンドラは「ヴィクラムジート」の称号は主君ムハンマド・アーディル・シャーから授かったものだしとしている。
ヘームーは軍事的才能おいて非常に優れた指導者で、ヒンドゥー教徒であったにもかかわらず、アフガン人といったイスラーム教徒をはじめ、多くの人の支持を集められたのは、その非凡な才能のおかげであった。その生涯における戦いの勝利数は、知られているだけでも22に及んだ。

### 第二次パーニーパットの戦い

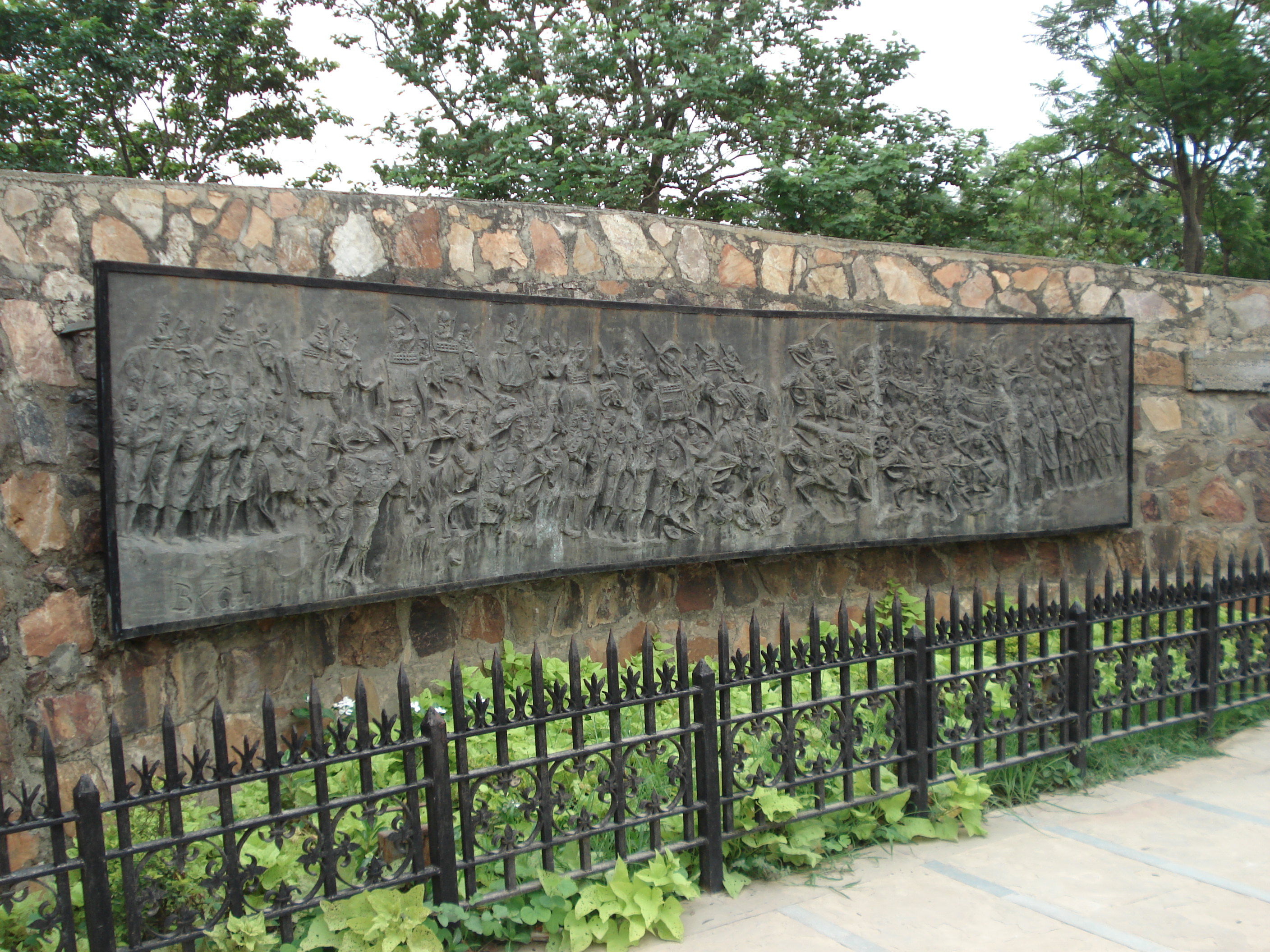
パーニーパットにある、第2次パーニーパットの戦いを再現したレリーフ

だが、ムガル帝国の皇帝アクバルとその武将バイラム・ハーンはヘームーを討つためにデリーに進軍した。ヘームーもこれに対し自ら大軍を率いて向かい、11月5日に両軍はデリー付近のパーニーパットで激突した（第二次パーニーパットの戦い）。
第二次パーニーパットの戦いにおける両軍の総兵数は、帝国軍20000に対し、ヘームーの軍は、彼自身が指揮する象軍1500、騎兵30000、多数の歩兵からなり（少なくともその総兵数は100000を越していたと考えられる）、兵数では帝国軍より圧倒的に優勢だった。
ヘームーの大軍は数で圧倒し、ムガル帝国の左翼と右翼を包囲し、壊滅寸前に追い込んだ。ヘームー自身も象軍による突撃を敢行し、その勝利は目前にまで見えてきた。
しかし、そのとき、ヘームーの片目に帝国軍の放った矢が突き刺さり、彼は意識を失い、彼の軍は混乱に陥った。のちに、歴史家アブル・ファズルは自らの著書「アクバル・ナーマ」で、「彼の傲慢さが、煙となって頭から出て行った。」と語っている。

### 死と戦闘後の経過
数時間後、ヘームーの軍は壊走し、ヘームー自身も帝国軍に捕えられて、意識も朦朧とするなか、アクバルの前に引きずり出された。
バイラム・ハーンは、アクバルに「ガーズィー（聖戦士）」として処刑するようにすすめた。だが、アクバルが「抵抗しない者を斬るのは嫌だ」と言ったため、ヒームーはバイラム・ハーン自らによって処刑された。
ヘームーは一ヶ月足らずしかその栄光を味わえず、商人からデリーの王座にまで上りつめた男の生涯は、ここに幕を閉じた。ヘームーの首はカーブルへ、体はデリーへそれぞれ送られた。その後、帝国軍はヘームーの軍を大量虐殺し、首でモンゴル式の塔を作り、その死体はパーニーパットからデリーまで続いたとされる。
11月7日、アクバルがデリーに入城し、ヘームーの父ラーイ・プーラン・ダースは捕えられ、イスラーム教に改宗することを強要されたが、拒んだために一族皆殺しにされた。その後、アクバルはデリーで統治をはじめ、ムガル帝国は黄金期を迎えたることとなった。